# Джан, Эюп
Эюп Джан (тур. Eyüp Can; род. 3 августа 1964, Конья) — турецкий боксёр, представитель наилегчайшей весовой категории. Выступал за сборную Турции по боксу в середине 1980-х годов, бронзовый призёр летних Олимпийских игр в Лос-Анджелесе, обладатель бронзовой медали чемпионата мира, победитель и призёр многих турниров международного значения. В период 1986—1992 годов боксировал также на профессиональном уровне, владел титулом чемпиона Европы по версии EBU.

## Биография
Эюп Джан родился 3 августа 1964 года в городе Конья, Турция. Проходил подготовку в боксёрском клубе спортивного общества «Фенербахче».

### Любительская карьера
Впервые заявил о себе в сезоне 1982 года, выиграв Кубок Копенгагена в наилегчайшей весовой категории. Год спустя повторил это достижение.
Благодаря череде удачных выступлений удостоился права защищать честь страны на летних Олимпийских играх 1984 года в Лос-Анджелесе — в категории до 51 кг благополучно прошёл первых троих соперников по турнирной сетке, тогда как в четвёртом полуфинальном поединке со счётом 0:5 потерпел поражение от американца Стива Маккрори и тем самым получил бронзовую олимпийскую медаль. Таким образом, он стал одним из трёх турецких боксёров, наравне с Тургутом Айкачем и Маликом Бейлероглу, кому удалось стать призёром Олимпийских игр.
После Олимпиады Джан остался в основном составе турецкой национальной сборной и продолжил принимать участие в крупнейших международных турнирах. Так, в 1985 году он вновь выиграл Кубок Копенгагена, стал серебряным призёром международного турнира «Трофео Италия» в Венеции, был лучшим на турнире Intercup в Зиндельфингене, побывал на чемпионате Европы в Будапеште, где был остановлен на стадии 1/8 финала.
В 1986 году выиграл турнир Intercup в Карлсруэ, одержал победу на турнире Stockholm Box Open, завоевал бронзовую медаль на чемпионате мира в Рино, проиграв в полуфинале наилегчайшего веса венесуэльцу Давиду Гриману.

### Профессиональная карьера
Вскоре после чемпионата мира Эюп Джан покинул расположение турецкой сборной и в октябре 1986 года успешно дебютировал на профессиональном уровне. Боксировал преимущественно на территории Дании, подписав контракт с датским промоушеном Team Palle. В общей сложности в течение шести лет одержал 15 побед и потерпел одно единственное поражение (по очкам от американца Джоуи Оливо). В 1989 году в числе прочего завоевал и защитил титул чемпиона Европы в наилегчайшем весе по версии Европейского боксёрского союза (EBU).